# Musile di Piave
Musile di Piave is een gemeente in de Italiaanse provincie Venetië (regio Veneto) en telt 10.605 inwoners (31-12-2004). De oppervlakte bedraagt 44,8 km², de bevolkingsdichtheid is 237 inwoners per km².

## Demografie
Musile di Piave telt ongeveer 3891 huishoudens. Het aantal inwoners steeg in de periode 1991-2001 met 5,2% volgens cijfers uit de tienjaarlijkse volkstellingen van ISTAT.
| Jaar | Inwoneraantal |
| ---- | ------------- |
| 1991 | 9740          |
| 2001 | 10.249        |

## Geografie
Musile di Piave grenst aan de volgende gemeenten: Fossalta di Piave, Jesolo, Meolo, Quarto d'Altino, San Donà di Piave, Venetië.
Annone Veneto · Campagna Lupia · Campolongo Maggiore · Camponogara · Caorle · Cavallino-Treporti · Ceggia · Chioggia · Cinto Caomaggiore · Cona · Concordia Sagittaria · Dolo · Eraclea · Fiesso d'Artico · Fossalta di Piave · Fossalta di Portogruaro · Fossò · Gruaro · Jesolo · Marcon · Martellago · Meolo · Mira · Mirano · Musile di Piave · Noale · Noventa di Piave · Pianiga · Portogruaro · Pramaggiore · Quarto d'Altino · Salzano · San Donà di Piave · San Michele al Tagliamento · Santa Maria di Sala · Santo Stino di Livenza · Scorzè · Spinea · Stra · Teglio Veneto · Torre di Mosto · Venetië · Vigonovo
1. ↑  https://demo.istat.it/?l=it.